# Osmia avosetta
Osmia avosetta е вид земна пчела от семейство Megachilidae.

## Разпространение
Пчелите от този вид са разпространени в страните от Близкия изток на Азия.

## Размножаване
Пчелите са развили уникален начин за полагане на яйцата. Това става в дупки под земята на дълбочина между 1,5 и 5 cm. Женските живеят уединено. Те издълбават ход в рохкавата почва като образуват място за една-две камери или клетки. Донася венчелистчета от различни цветни растения намиращи се в близост до гнездото. С тях облича стените на клетката и ги слепва с тънък слой кал. Вътре поставя цветен прашец и нектар. Накрая полага и яйцето. Завива венчелистчетата и ги замазва с кал. Скоро калта изсъхва и прави вътрешността непромокаема. Вътре се създават идеални условия за развитие на ларвата.